# دبير

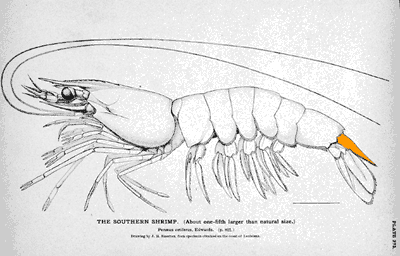
الدبير في إحدى أنواع المفصليات كما هو موضح باللون البرتقالي.

الدُبيّر أو الشوكة الذيلية أو اللاسع أو العَجْز أو العَجْبُ (بالإنجليزية: Telson)‏، هو تقسيم تشريحي خلفي في معظم المفصليات، وهو كالذيل المتشعب لدى هذه الحيوانات، الدبير يختلف حجمه وتكوينه باختلاف أنواع المفصليات. الدبير يعمل كقوة إضافية تساعد بدفع نفسها والتحرك خلال الماء بقوة أكبر بالتعاون مع الأقدام الذيلية.